# گامزیگارد
گامزیگارد (Null ، تلفظ [ɡǎmziɡra:d]) یک مکان باستان‌شناسی، استراحتگاه آبگرم و میراث جهانی یونسکو در صربستان است، که در جنوب رودخانه دانوب، در نزدیکی شهر زاژهار واقع است. این مکان مجموعه‌ای از کاخ‌های روم باستان معابد فلیکس رومولیانا است که توسط امپراتور گالریوس در داکیا ریپنسیس ساخته شده‌است. مساحت این محوطه یونسکو بیش از ۴ هکتار است.

## نگارخانه

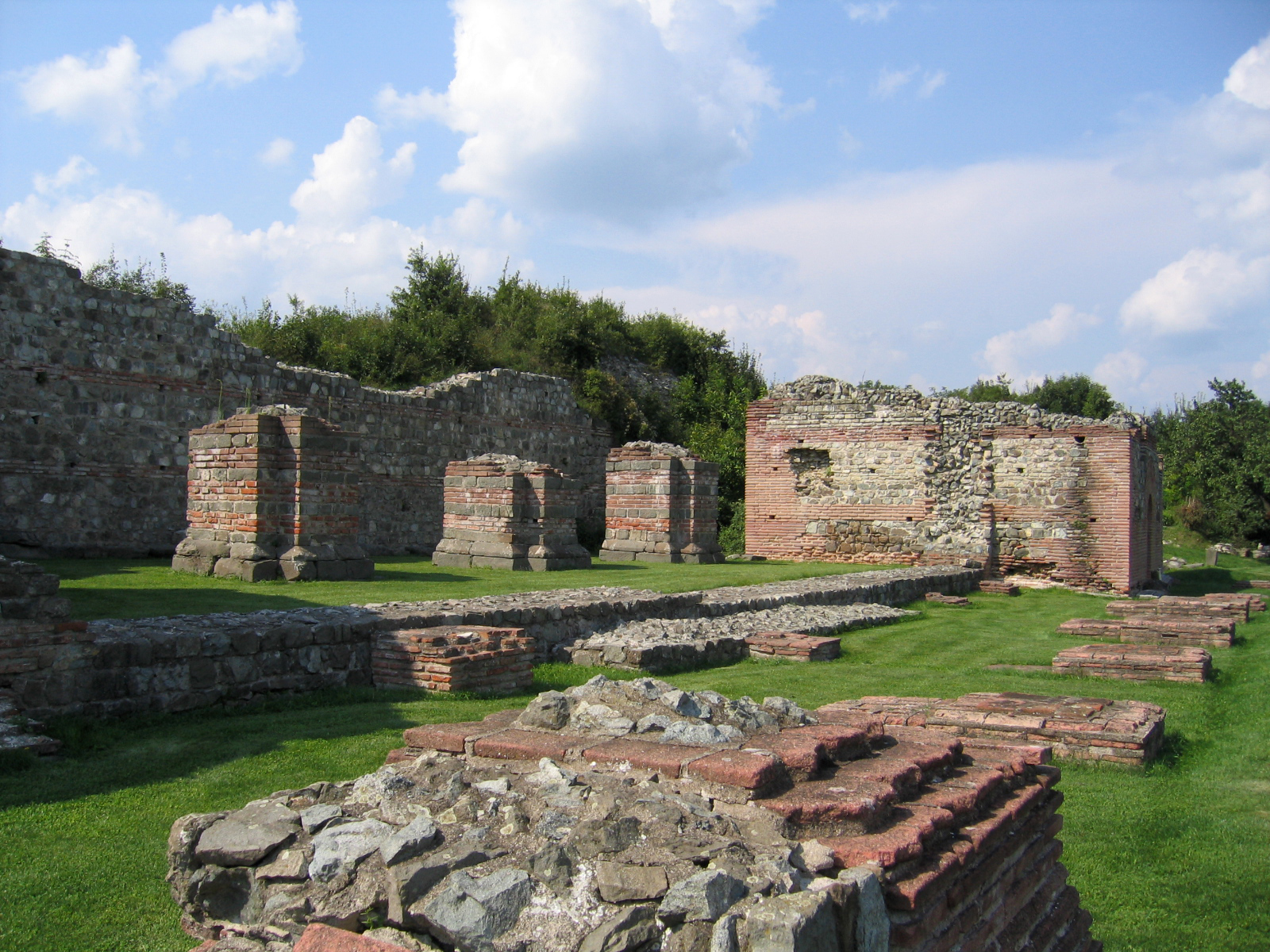
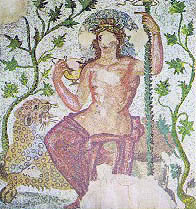
دیونیسوس
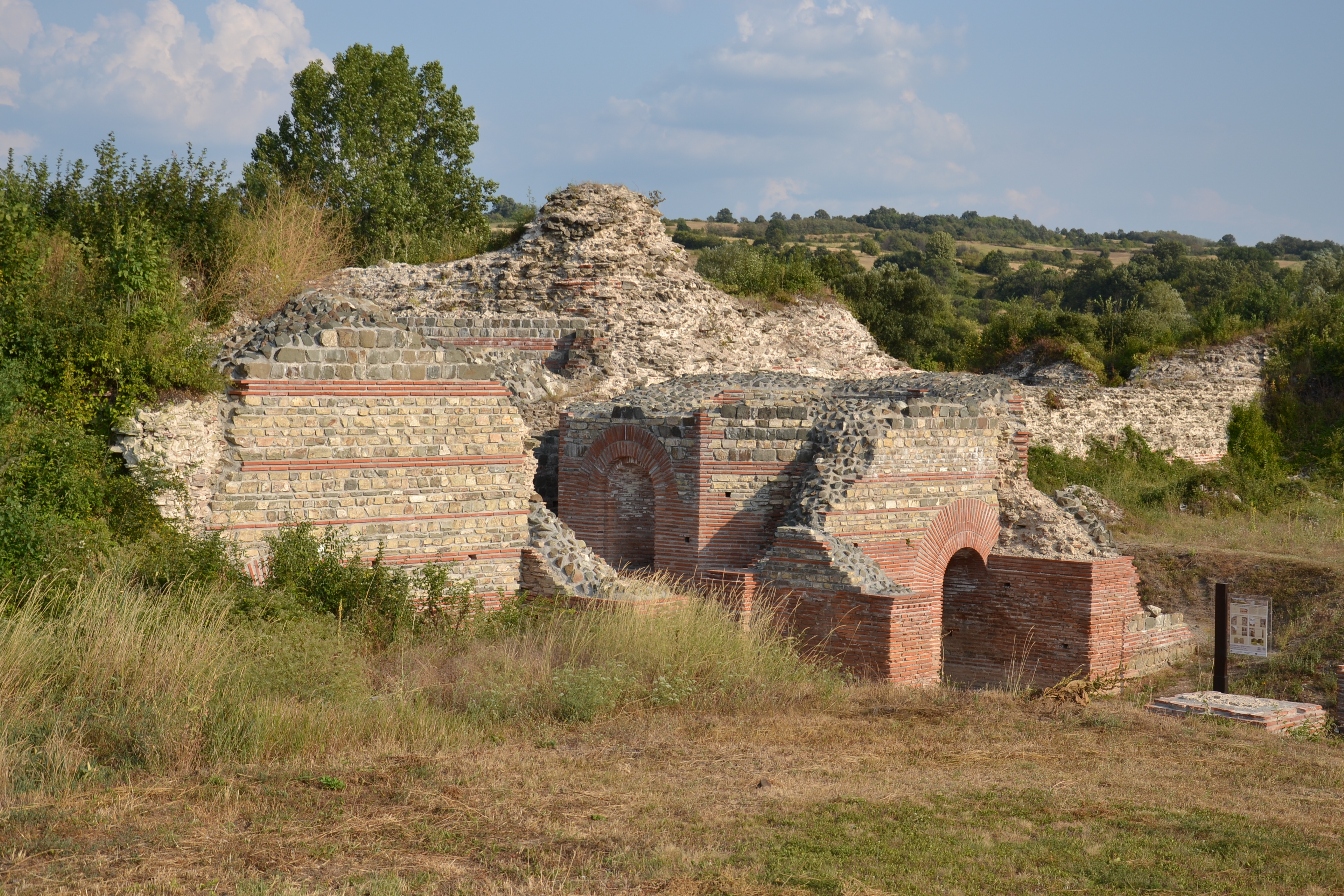
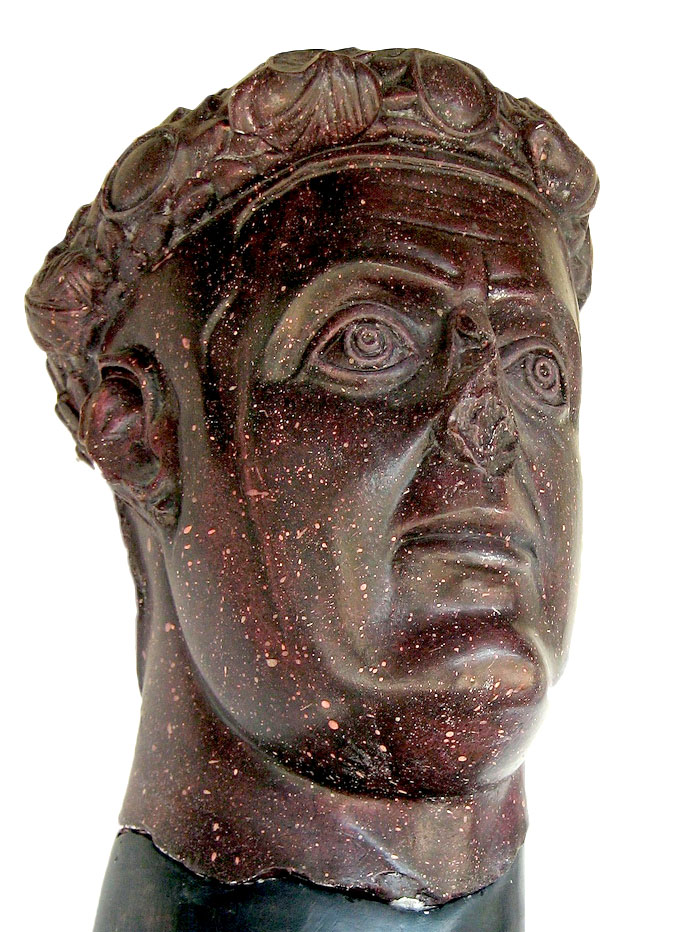
گالریوس
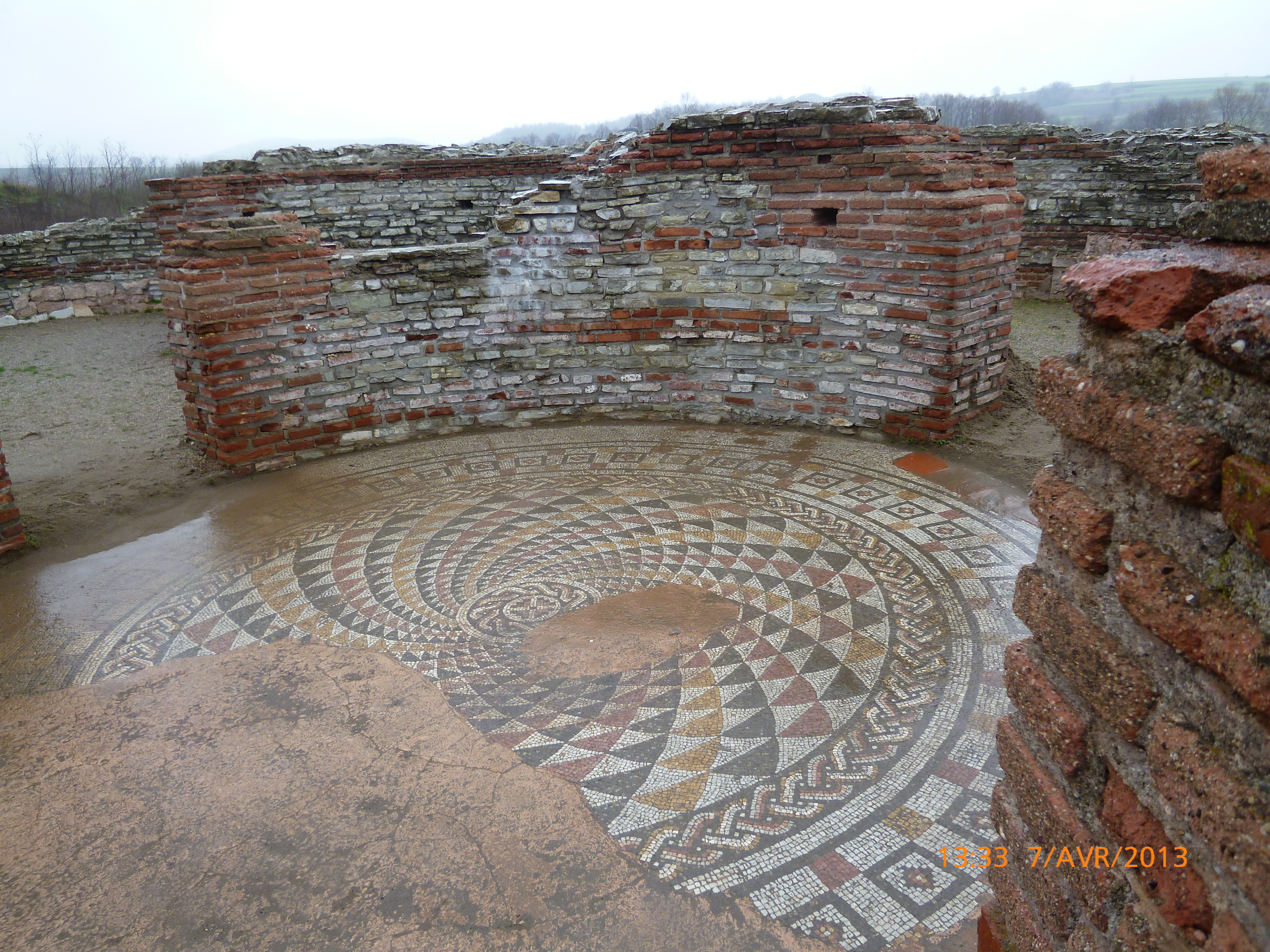
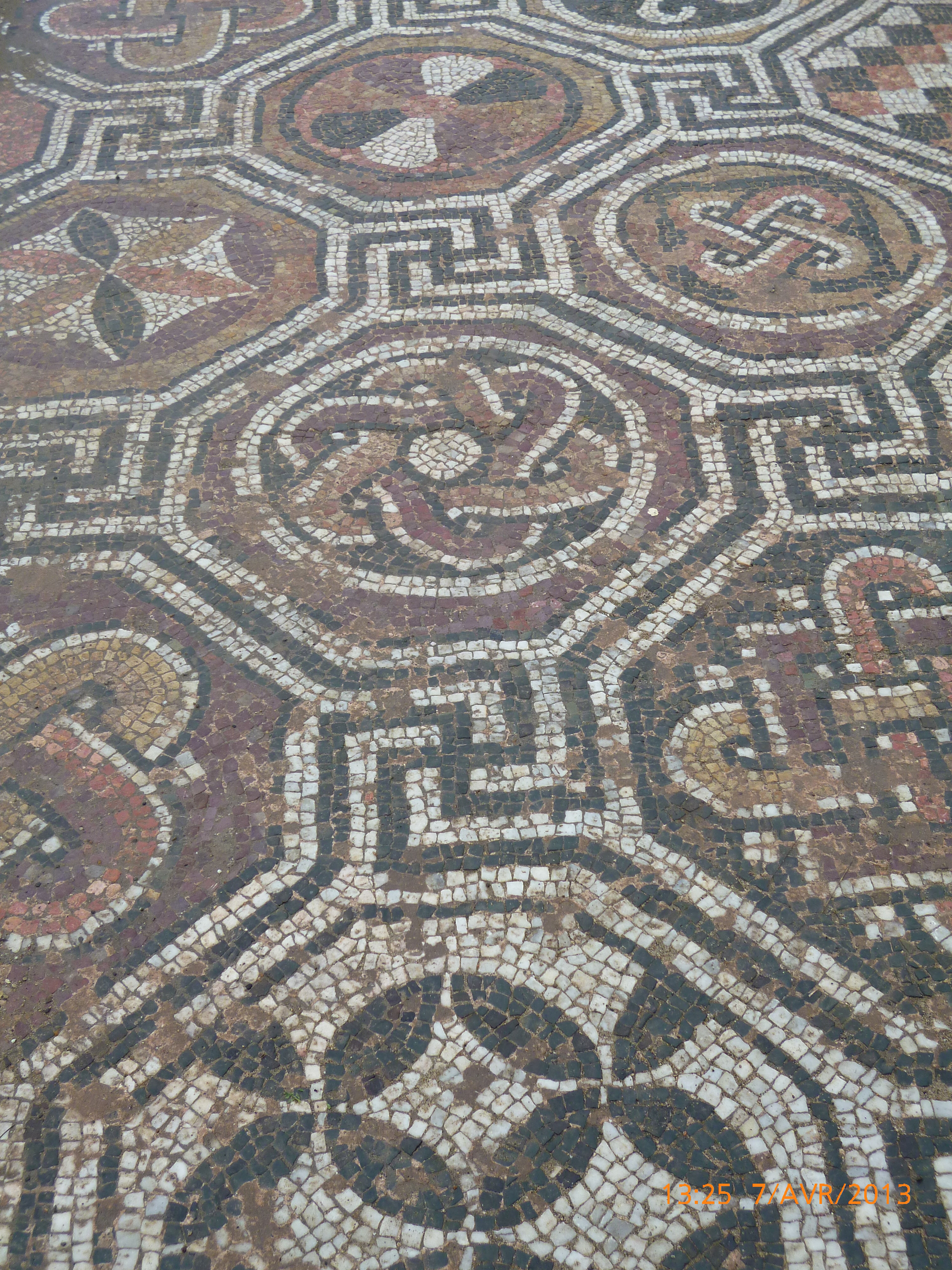